# Oblati dei Santi Gaudenzio e Carlo
Gli oblati dei Santi Gaudenzio e Carlo, o missionari di Maria (in latino Congregatio Oblatorum Sanctorum Gaudentii et Caroli Novariae), sono un'associazione di sacerdoti secolari della diocesi di Novara: i membri del sodalizio, detti popolarmente "preti di San Gaudenzio", pospongono al loro nome la sigla O.SS.G.C.N.

## Storia
La congregazione venne istituita nel 1616 a Santa Cristina di Borgomanero (Novara) dal sacerdote Francesco Quagliotti (1583-1617): la data della fondazione viene convenzionalmente fissata al 4 novembre (festa di san Carlo Borromeo) di quell'anno, quando Quagliotti aggiunse alla preghiera colletta della messa del giorno, celebrata a Fontaneto d'Agogna, l'intenzione pro congregatione oblatorum instituenda.
La creazione nella diocesi di una congregazione simile a quella degli oblati di Sant'Ambrogio di Milano era già stata meditata dal barnabita Carlo Bascapè, vescovo di Novara dal 1593 al 1615, che in gioventù era stato tra i più stretti collaboratori del vescovo di Milano Carlo Borromeo e che degli oblati milanesi aveva contribuito a redigere le costituzioni.
Il teatino Giuseppe Maria Maraviglia, vescovo di Novara dal 1667 al 1684, approvò l'istituto nel 1682 e trasferì la sede degli oblati (ancora pochi) a Novara: la congregazione ebbe un notevole impulso dal vescovo Giberto Borromeo che, ottenuta l'autorizzazione da Roma (1737), redasse per gli oblati una nuova regola, riproducente sostanzialmente quella degli oblati di Sant'Ambrogio, approvata il 16 aprile 1738 e confermata da papa Benedetto XIV con breve del 1º aprile 1741.
Soppressi da Napoleone Bonaparte nel 1810, vennero restaurati nel 1818 e nuovamente dissolti dal governo sabaudo nel 1866. La congregazione venne ricostituita nel 1878 ma, nel 1883, i suoi statuti vennero riformati: il vescovo Davide Riccardi, nel 1890, reintrodusse le regole di Giberto Borromeo. Il 15 agosto 1957 al loro nome venne aggiunto il titolo "missionari di Maria".

## Attività e diffusione
Gli oblati dei Santi Gaudenzio e Carlo si dedicano alla formazione dei sacerdoti e alla predicazione dei ritiri, degli esercizi spirituali e delle missioni popolari. Emettono i soli voti di speciale obbedienza al vescovo e di permanenza nell'istituto (non possono essere, quindi, annoverati tra i religiosi).
Nel 1980 erano 15, dislocati in 5 comunità (tra cui quelle presso i santuari di Varallo, Re e Cannobio)